# Sci alpino ai I Giochi olimpici giovanili invernali - Supercombinata maschile
La gara della supercombinata ragazzi di sci alpino ai I Giochi olimpici giovanili invernali di Innsbruck 2012 si è tenuta sulla pista della Patscherkofel il 15 gennaio. Hanno preso parte a questa gara 54 atleti in rappresentanza di 46 nazioni.

## Risultato
| Pos. | Pett. | Atleta                  | Nazione       | Tempo Super-G | Tempo Slalom | Tempo totale | Distacco |
| ---- | ----- | ----------------------- | ------------- | ------------- | ------------ | ------------ | -------- |
|      | 11    | Marco Schwarz           | Austria       | 1'03"32       | 37"13        | 1'40"45      |          |
|      | 23    | Miha Hrobat             | Slovenia      | 1'03"39       | 37"73        | 1'41"12      | +0"67    |
|      | 40    | Sandro Simonet          | Svizzera      | 1'04"33       | 37"12        | 1'41"45      | +1"00    |
| 4    | 1     | Marcus Monsen           | Norvegia      | 1'04"19       | 38"02        | 1'42"21      | +1"76    |
| 5    | 5     | Leny Herpin             | Francia       | 1'05"10       | 37"15        | 1'42"25      | +1"80    |
| 6    | 18    | Fredrik Bauer           | Svezia        | 1'04"08       | 38"58        | 1'42"66      | +2"21    |
| 7    | 13    | Štefan Hadalin          | Slovenia      | 1'04"64       | 38"03        | 1'42"67      | +2"22    |
| 7    | 43    | Mathias Elmar Graf      | Austria       | 1'04"16       | 38"51        | 1'42"67      | +2"22    |
| 9    | 41    | Istok Rodeš             | Croazia       | 1'05"51       | 37"70        | 1'43"21      | +2"76    |
| 10   | 25    | Alex Leever             | Stati Uniti   | 1'05"98       | 37"36        | 1'43"34      | +2"89    |
| 11   | 33    | Seiya Hiroshima         | Giappone      | 1'05"54       | 37"86        | 1'43"40      | +2"95    |
| 12   | 10    | Victor Schuller         | Francia       | 1'04"65       | 39"00        | 1'43"65      | +3"20    |
| 13   | 17    | Martin Stepan           | Rep. Ceca     | 1'06"04       | 38"08        | 1'44"12      | +3"67    |
| 14   | 4     | Nikolaus Ertl           | Germania      | 1'05"64       | 38"98        | 1'44"62      | +4"17    |
| 15   | 6     | Kim Dong-Woo            | Corea del Sud | 1'06"38       | 38"31        | 1'44"69      | +4"24    |
| 16   | 44    | Ramiro Fregonese        | Argentina     | 1'06"72       | 38"89        | 1'45"61      | +5"16    |
| 17   | 47    | Manuel Hug              | Liechtenstein | 1'06"52       | 39"27        | 1'45"79      | +5"34    |
| 18   | 45    | Lambert Quezel          | Canada        | 1'05"96       | 40"23        | 1'46"19      | +5"74    |
| 19   | 19    | Georgi Nushev           | Bulgaria      | 1'06"78       | 39"50        | 1'46"28      | +5"83    |
| 20   | 8     | Martin Grasic           | Canada        | 1'06"88       | 39"49        | 1'46"37      | +5"92    |
| 21   | 31    | Sebastian Echeverria    | Cile          | 1'06"61       | 40"12        | 1'46"73      | +6"28    |
| 22   | 16    | Harry Izard-Price       | Nuova Zelanda | 1'07"66       | 40"62        | 1'48"28      | +7"83    |
| 23   | 12    | Lucas Krahnert          | Germania      | 1'03"96       | 45"85        | 1'49"81      | +9"36    |
| 24   | 39    | Marton Kekesi           | Ungheria      | 1'09"58       | 41"43        | 1'51"01      | +10"56   |
| 25   | 35    | Mihai Andrei Centiu     | Romania       | 1'08"17       | 43"89        | 1'52"06      | +11"61   |
| 26   | 22    | Dmytro Mytsak           | Ucraina       | 1'08"35       | 43"83        | 1'52"18      | +11"73   |
| 27   | 48    | Frederik Munck Bigom    | Danimarca     | 1'08"69       | 43"59        | 1'52"28      | +11"83   |
| 28   | 49    | Rokas Zaveckas          | Lituania      | 1'10"40       | 42"08        | 1'52"48      | +12"03   |
| 29   | 52    | Alexandre Mohbat        | Libano        | 1'10"52       | 47"46        | 1'57"98      | +17"53   |
| 30   | 50    | Bryan Pelassy           | Monaco        | 1'13"58       | 45"16        | 1'58"74      | +18"29   |
| 31   | 51    | Nima Baha               | Iran          | 1'16"00       | 45"93        | 2'01"93      | +21"48   |
| 32   | 54    | Mustafa Topaloglu       | Turchia       | 1'14"99       | 47"66        | 2'02"65      | +22"20   |
| 33   | 53    | Sive Speelman           | Sudafrica     | 1'18"22       | 58"10        | 2'16"32      | +35"87   |
| DNF  | 2     | Roman Murin             | Slovacchia    | 1'05"37       | DNF          |              |          |
| DNF  | 3     | Hannes Zingerle         | Italia        | 1'03"97       | DNF          |              |          |
| DNF  | 9     | Martin Fjeldberg        | Norvegia      | 1'03"44       | DNF          |              |          |
| DNF  | 14    | Davide de Villa         | Italia        | 1'04"65       | DNF          |              |          |
| DNF  | 15    | Artem Pak               | Russia        | 1'06"56       | DNF          |              |          |
| DNF  | 20    | Joan Verdú              | Andorra       | 1'04"58       | DNF          |              |          |
| DNF  | 21    | Andrzej Dziedzic        | Polonia       | 1'05"69       | DNF          |              |          |
| DNF  | 26    | Ian Gut                 | Svizzera      | 1'05"47       | DNF          |              |          |
| DNF  | 27    | Massimiliano Valcareggi | Grecia        | 1'05"42       | DNF          |              |          |
| DNF  | 28    | Adria Bertran           | Spagna        | 1'06"88       | DNF          |              |          |
| DNF  | 29    | Jakob Helgi Bjarnason   | Islanda       | 1'05"34       | DNF          |              |          |
| DNF  | 30    | Paul Henderson          | Regno Unito   | 1'05"89       | DNF          |              |          |
| DNF  | 32    | Ruslan Sabitov          | Kazakistan    | 1'07"74       | DNF          |              |          |
| DNF  | 34    | Juho Sattanen           | Finlandia     | 1'06"08       | DNF          |              |          |
| DNF  | 37    | Harry Laidlaw           | Australia     | 1'06"69       | DNF          |              |          |
| DNF  | 38    | Arkadiy Semenchenko     | Uzbekistan    | 1'14"30       | DNF          |              |          |
| DSQ  | 42    | Tonis Loik              | Estonia       | 1'06"98       | DSQ          |              |          |
| DNF  | 7     | Dries van den Broecke   | Belgio        | DNF           |              |              |          |
| DNF  | 24    | Adam Lamhamedi          | Marocco       | DNF           |              |              |          |
| DNF  | 36    | Shannon Abeda           | Eritrea       | DNF           |              |              |          |
| DNF  | 46    | Miks Edgars Zvejnieks   | Lettonia      | DNF           |              |              |          |

Legenda:
- Pos. = posizione
- Pett. = pettorale
- DNF = prova non completata
- DSQ = squalificato